# عادل عبد الرحمن
عادل عبد الرحمن أحمد (22 أكتوبر 1958) فنان تشكيلي وتربوي وأكاديمي وباحث وناقد فني وصحفي وكاتب قصصي مصري. شغل منصب وكيل النقابة العامة للفنانين التشكيليين بمصر والقائم بأعمال نقيب الفنانين التشكيليين 2020-2024. وأستاذ ورئيس قسم التصميم الجرافيكى بكلية التربية الفنية جامعة حلوان من 2011-2014، 2017-2019. وكان عضو في المجلس الأعلى للثقافة، لجنة الفنون التشكيلية، اللجنة الثقافية 2015-2017. ومستشار الفنون والمسابقات الفنية بالمجلس القومى لشئون الإعاقة 2016-2017 .
في عام 2015 أصدر وزير الثقافة قرارا بتعيينه رئيساً لقطاع الفنون التشكيلية بوزارة الثقافة.

## حياته
ولد عام 1958 بحى شبرا، القاهرة والتحق بكلية التربية الفنية جامعة حلوان عام 1978، كما التحق بالقسم الحر بكلية الفنون الجميلة في ذات الوقت لتنمية موهبته الفنية. تخرج عام 1982 بتقدير عام ممتاز مع مرتبة الشرف وكان أول دفعته، وعين في نفس العام معيدا بقسم التصميم. حصل عبد الرحمن على درجة الماجستير عام 1987، وموضوعها: «تصميم مفردات شكلية للقصة كمثير لخيال طفل ماقبل المدرسة»
سافر عام 1991 إلى ألمانيا ليدرس في كلية الفنون الجميلة بميونيخ حتى عام 1993. حصل على درجة دكتوراه الفلسفة عام 1994، وموضوعها: «أثر الحضارة المصرية القديمة في الطراز الزخرفى الفرنسى آرت ديكو». سافر إلى ألمانيا مرة أخرى بين عامى (95 : 1997) للدراسة في مرحلة ما بعد الدكتوراه حيث عاش في ميونيخ، ومورناو، وأوفنج، وبون، وكولونيا.
اطلق عليه مسمى ( سفير الفن ) لكثرة أسفاره ومشاركاته الفنية وتكريماته في عديد من دول العالم، وخاصة بعد تأليفه كتابه الشهير ( سفير الفن ) باللغتين الصربية والإنجليزية، الذى أطلقته وزارة الثقافة الصربية وتم تكريم مصر في حفل توقيعه وتكريم أد. عبد الرحمن والسيدة قرينته عام 2022.
شارك عادل عبد الرحمن بالعديد من المعارض المحلية والفاعليات الثقافية العالمية في مصر وألمانيا وأمريكا والسعودية والعراق والجزائر وعمان وصربيا وتركيا وروسيا وإيطاليا والنمسا ، وكان عضو لجنة تحكيم للعديد من المعارض كمهرجان زايد الدولي 2015 ورئيس لجان تحكيم مهرجان الإبداع الفنى لذوى الاحتياجات الخاصة لخمس دورات. مثل مصر بالمعرض الدولي للألوان المائية التاسع بصربيا بقاعة يوفان ببوفيتش بأوبفوا في 21 نوفمبر 2014م.
تم اختياره منذ عام 2022 عضوا أكاديميىا وعضو لجنة التحكيم الدولى في أكبر وأهم أكاديمية في مجالات التصميم في إيطاليا والعالم A' Design Award & Competition ضمن نخبة من المحكمين من أكثر من خمسين دولة حول العالم ، كما منحته الأكاديمية لقب ( المصمم الذهبى ).

## أبرز إنتاجاته
- تصميمات منظمة العفو الدولية (لندن)1994[16]
- تصميمات على خشبة المسرح ل مهرجان القاهرة السينمائي الدولي (القاهرة)1994 بإشراف المخرج كمال الشيخ، والأستاذ سعد الدين وهبة رئيس المهرجان
- تصميمات لشهادات التقدير والمشاركة لمهرجان القاهرة السينمائي الدولي بالقاهرة 1994
- تصميم وتنفيذ واجهة متحف أوفنج بألمانيا وتصوير مقتنياته الفنية 1996
- حصل على الجائزة الأولى للتصميم الداخلى لنفق «فرايزينج»، ألمانيا1997
- نشر له العديد من المقالات بلغات مختلفة في الصحف والمجلات المصرية والعربية والألمانية
- نشر له عشرات البحوث العلمية في المؤتمرات المحلية والدولية
- تصميم خرائط لبعض المدن الألمانية
- تصميمات لمكتب المواصلات (أوفنج)
- تصميم ملصقات افتتاح متحف أوفنج بألمانيا 97,96,95
- تصميم غلاف مجلد المكتب الثقافى المصري (بون)
- تصميم عدد من الشعارات وأغلفة الكتب العلمية والفنية
- تصميم شعار وشهادات مشاركة وتقدير لرابطة سفراء الفن بصربيا[17]..
- تصميمات مؤسسة (فيدا) العالمية [18]

## أعماله الأدبية
- آفاق التذوق الفنى، دراسة فلسفية ونفسية وفنية، ط1، مطبعة التقوى المصرية، القاهرة، 2005 م[19][20]
- معارض التربية الفنية : أنواعها، أسس إقامتها، دورها التربوى، ط1، مطبعة التقوى المصرية، القاهرة، 2005 م
- فلسفة الجمال والفن، ط1، دار الحرمين، القاهرة، 2006 م
- التصميم : فلسفته ـ طرزه ـ ومدارسه، ط1، دار الحرمين، القاهرة، 2006 م
- نظريات في الضوء والألوان، ط1، دار الحرمين، القاهرة، 2006 م
- فنون الأطفال وتطورها، ط1، دار الحرمين، القاهرة، 2007 م
- Adel Abdel Rahman, Art Ambassador, Pancevo city library & Lucida Gallery, 2020. ISBN 978-86-85131-46-2[21]

## معرض صور

عناصر شعبية وألوان، زيت على توال،100X100 سم، مقتنيات بألمانيا،1996
عناصر شعبية وألوان2،زيت على توال،100X100 سم، مقتنيات بألمانيا،1996
عناصر شعبية وألوان4،زيت على توال،100X100 سم، مجموعة خاصة،1996
عناصر شعبية وألوان3،زيت على توال،100X100 سم، مقتنيات بألمانيا،1996

## روابط داخلية
- موقع الهيئة العامة للاستعلامات-أعلام وشخصيات مصرية
- جريدة الأهرام تعلن اختياره رئيسا لقطاع الفنون التشكيلية بوزارة الثقافة المصرية
- موقع دار الهلال يتناول تكريمه وتكريم مصر في صربيا
- موقع جريدة شارع الصحافة يتناول زيارته وتكريمه في إيطاليا
- جريدة نادى جدة يكتب عن دعوة الفنان على رأس وفد وتكريمه في إيطاليا
- موقع جريدة رصد الوطن يتناول تكريمه وحصوله على درع قناة السويس
- ناقد في موقع صربى يتحدث عن الفنان
- موقع صربى يعلن عن انطلاق كتاب الفنان تحت عنوان سفير الفن
- صور الفنان تتصدر المواقع الروسية
- كتاب عادل عبد الرحمن باللغة الألمانية الذى تألف عنه في ألمانيا ومعلن على صفحات الويب
- كتاب سفير الفن من تأليف الفنان باللغتين الصربية والإنجليزية على الويب
- السيرة الذاتية علي موقع وزارة الثقاقة قطاع الفنون التشكيلية
- نماذج الأعمال الفنية علي موقع وزارة الثقاقة قطاع الفنون التشكيلية
- حول رؤية الفنان علي موقع وزارة الثقاقة قطاع الفنون التشكيلية
- أعلام وشخصيات مصرية موقع الهيئة العامة للأستعلامات - النسخة العربية
- مدونة شخصيات مصرية تركت في حياتنا بصمة